# Vietnam Open 2011
Die Vietnam Open 2011 im Badminton fanden vom 22. bis 28. August 2011 in Ho-Chi-Minh-Stadt statt.

## Austragungsort
- Phan Dinh Phung Stadium, Ho-Chi-Minh-Stadt, Vietnam

## Sieger und Platzierte
| Disziplin    | Gold                                            | Silber                                  | Bronze                                   |
| ------------ | ----------------------------------------------- | --------------------------------------- | ---------------------------------------- |
| Herreneinzel | Nguyễn Tiến Minh                                | Sho Sasaki                              | Ajay Jayaram                             |
| Herreneinzel | Nguyễn Tiến Minh                                | Sho Sasaki                              | R. M. V. Gurusaidutt                     |
| Dameneinzel  | Fu Mingtian                                     | Kaori Imabeppu                          | Hwang Hye-youn                           |
| Dameneinzel  | Fu Mingtian                                     | Kaori Imabeppu                          | Tai Tzu-ying                             |
| Herrendoppel | Angga Pratama Rian Agung Saputro                | Danny Bawa Chrisnanta Chayut Triyachart | Goh V Shem Lim Khim Wah                  |
| Herrendoppel | Angga Pratama Rian Agung Saputro                | Danny Bawa Chrisnanta Chayut Triyachart | Mak Hee Chun Ong Soon Hock               |
| Damendoppel  | Anneke Feinya Agustin Nitya Krishinda Maheswari | Shinta Mulia Sari Yao Lei               | Chiang Kai-hsin Tsai Pei-ling            |
| Damendoppel  | Anneke Feinya Agustin Nitya Krishinda Maheswari | Shinta Mulia Sari Yao Lei               | Choi A-reum Yoo Hyun-young               |
| Mixed        | Vitaliy Durkin Nina Vislova                     | Chung Eui-seok Yoo Hyun-young           | Danny Bawa Chrisnanta Vanessa Neo Yu Yan |
| Mixed        | Vitaliy Durkin Nina Vislova                     | Chung Eui-seok Yoo Hyun-young           | Tan Aik Quan Lai Pei Jing                |

## Finalergebnisse
| Disziplin    | Sieger                                          | Finalist                                | Ergebnis            |
| ------------ | ----------------------------------------------- | --------------------------------------- | ------------------- |
| Herreneinzel | Nguyễn Tiến Minh                                | Sho Sasaki                              | 21–13, 21–17        |
| Dameneinzel  | Fu Mingtian                                     | Kaori Imabeppu                          | 21–18, 16–21, 21–8  |
| Herrendoppel | Angga Pratama Rian Agung Saputro                | Danny Bawa Chrisnanta Chayut Triyachart | 21–12, 16–21, 21–19 |
| Damendoppel  | Anneke Feinya Agustin Nitya Krishinda Maheswari | Shinta Mulia Sari Yao Lei               | 23–21, 26–24        |
| Mixed        | Vitaliy Durkin Nina Vislova                     | Chung Eui-seok Yoo Hyun-young           | 21–16, 21–13        |